# Hagiwara Kyōjirō

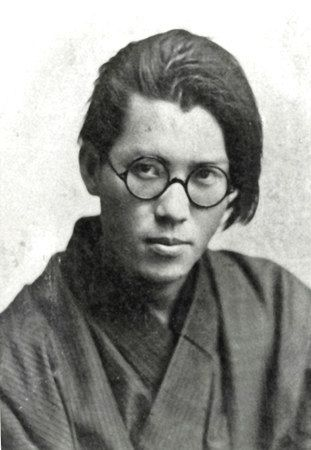
Hagiwara Kyōjirō

Hagiwara Kyōjirō (japanisch 萩原 恭次郎; geboren 23. Mai 1899 in Maebashi (Präfektur Gumma); gestorben 22. November 1938 ebenda) war ein japanischer Dichter.

## Leben und Wirken
Hagiwara Kyōjirō beschäftigte sich während des Besuchs der Maebashi Junior High School (前橋中学校) – heute Maebashi High School (県立前橋高校. Kenritsu Maebashi) – mit Literatur und begann ab 1916, Gedichte in Literaturzeitschriften zu veröffentlichen. Er beteiligte sich an dem Literaturmagazin „Gendai shika“ (現代詩歌), das von Kawaji Ryūkō (1888–1959) herausgegeben wurde.
1920 erfolgte der Umzug nach Tokio. Im folgenden Jahr gründete Hagiwara mit seinen Dichterkollegen Kawasaki Chōtarō,  Tsuboi Shigeji, Okamoto Jun (岡本 潤; 1901–1978) und anderen das Poesiemagazin „Rot und Schwarz“ (赤と黒, Aka to Kuro), um Poesie und Kunst neu zu gestalten. Dann wechselte Hagiwara allmählich von Kurzgedichten zu Lyrik. In den ersten Gedichtband „Shikei senkoku“ (死刑宣告) – „Todesurteil“, der, getragen von einem nihilistischen Geist der Zerstörung, als repräsentatives Werk 1925 erschienen ist, wurde avantgardistische Kunst wie z. B. umgedrehte Schriftzeichen und Symbole, eingearbeitet. Die Gedichtsammlung wurde gut besprochen, aber das Leben war schwierig, und so er kehrte 1929 mit seiner Frau und seinen Kindern nach Maebashi zurück.
Es war die Blütezeit des Expressionismus und Dadaismus in Japan. Der Gedichtband „Fragmente“ (断片, Dampen) aus dem Jahr 1931 zeigt mit Begriffen wie „Dam Dam“, „Schule“ und „Ballistik“, die Vollendung als anarchistisches Gedichte.
Hagiwara litt unter Hämolytischer Anämie und starb 1938. 1968 erschienen seine gesammelten Gedichte als „Hagiwara Kyōjirō shishū“ (萩原恭次郎詩集).